# 第三次伊松佐河之役
第三次伊松佐河之役（Third Battle of the Isonzo）發生於1915年10月18日至11月3日, 於意大利伊松佐河附近爆發，義軍在阿爾卑斯山上發動猛烈的砲轟，但奥匈军队仍牢守防線。